# بحران (فیلم ۲۰۲۱)
بحران (انگلیسی: Crisis) یک فیلم سینمایی آمریکایی در ژانر فیلم مهیج - جنایی است که به نویسندگی و کارگردانی نیکلاس جارکی ساخته شده است. بازیگران اصلی فیلم آرمی همر ، گری اولدمن ، اوانجلین لیلی ، گرگ کینر ، میشل رودریگز ، لوک ایوانز ، لی‌لی-رز دپ و ورونیکا فرس هستند.      

## داستان
نوجوانی بنام سدریک بوویل با در اختیار داشتن مقادیر زیادی قرص غیرقانونی فنتانیل توسط پلیس سواره‌نظام سلطنتی کانادا در مرز ایالات متحده آمریکا–کانادا دستگیر شد.

## بازیگران
- ارمی همر در نقش جیک کاهان
- گری الدمن در نقش دکتر تایرون بروور
- اوانجلین لیلی در نقش کلر ریمن
- ورونیکا فرس در نقش مگ هولمز
- گرگ کینیر در نقش جف تالبوت
- میشل رودریگز در نقش گرت ناظر
- لی لی-رز دپ در نقش امی کلی
- آدام سکمن در نقش آرمن
- تونی گارن در نقش سارا
- سارا سامپایو در نقش اینز
- الورا تورچیا در نقش ریوا
- سم ورتینگتون در نقش بیل سیمنز
- ایندیرا وارما در نقش مادیرا بروور
- کید کودی در نقش بن واکر
- لوک ایوانز در نقش بیل سیمنز
- میا کرشنر
- مایکل آرونوف در نقش میناس
- مارتین داناوان در نقش لارنس مورگان
- دوک نیکولسون

## فیلمبرداری
فیلمبرداری اصلی در فوریه ۲۰۱۹ آغاز شد. 